# Kaili Shimbo
Kaili Shimbo (japanisch 新保 海鈴 Shimbo Kaili; * 16. August 2002 in der Präfektur Tokio) ist ein japanischer Fußballspieler.

## Karriere
Shimbo erlernte das Fußballspielen in den Jugendmannschaften von Kashiwa Reysol und Cerezo Osaka. Die erste Mannschaft von Cerezo spielte in der ersten Liga, die U23-Mannschaft in der dritten Liga. Als Jugendspieler kam er 23-mal in der dritten Liga zum Einsatz. Seinen ersten Profivertrag unterschrieb er im Februar 2021 bei Renofa Yamaguchi FC. Der Verein aus Yamaguchi spielte in der zweiten japanischen Liga, der J2 League. 2020 absolvierte er für Renofa drei Zweitligaspiele. Im Januar 2022 wechselte er auf Leihbasis zum Drittligisten Tegevajaro Miyazaki. Für den Verein aus Miyazaki (Miyazaki)Miyazaki bestritt er 27 Drittligaspiele. Die Saison 2023 spielte er auf Leihbasis beim ebenfalls in der dritten Liga spielenden Iwate Grulla Morioka. Hier bestritt er 37 Ligaspiele. Nach der Ausleihe kehrte er zu Renofa zurück. Für Renofa bestritt er insgesamt 40 Ligaspiele. Der Erstligaaufsteiger Yokohama FC verpflichtete ihn im Januar 2025.

## Sonstiges
Kaili Shimbo ist der Sohn von Hayuma Tanaka.